# Pariž
Pariž (izvirno rusko Пари́ж) je velika vas v Sibiriji v Čeljabinski oblasti.
Naselje so v prvi polovici 19. stoletja (1842) ustanovili ruski Kozaki, ki so se vračali iz Pariza po zmagi nad Napoleonom. V spomin na to zmago so ustanovili naselje, ki so ga poimenovali po francoski prestolnici Parizu.
Leta 2005 so v vasi postavili 50-metrsko repliko Eifflovega stolpa.